# Dariush Forouhar
Dariush Forouhar (en persan : داریوش فروهر, né le 18 août 1928 à Ispahan (État impérial d'Iran) et mort le 21 novembre 1998 à Téhéran (Iran), est un homme politique iranien pan-iraniste et dirigeant du Parti de la nation d'Iran.
Forouhar est né à Ispahan. Son père était un général de l'armée qui a été arrêté lors de la Deuxième Guerre mondiale par les Britanniques lors de l'invasion anglo-soviétique de l'Iran après avoir tenté de former une résistance armée.

## Carrière et activités politiques
Selon Ali Razmjoo du Hezb-e-Pan-Iranian, Forouhar est l'un des membres fondateurs du parti nationaliste originel, le Parti pan-iraniste iranien en 1951 avec Mohsen Pezeshkpour. Durant l’ère Pahlavi, il avait été très actif au sein du mouvement nationaliste anti-Shah et était un partisan convaincu et un ami proche du Premier ministre Mohammad Mossadegh. Au milieu des tensions post-révolutionnaires au Kurdistan iranien en 1979, Forouhar faisait partie d'une délégation envoyée par Téhéran pour négocier avec les dirigeants politiques et religieux kurdes. Bien que les recommandations de cette délégation n'aient jamais été appliquées par le gouvernement central et que la révolte des Kurdes fût sévèrement réprimée, les tentatives de Forouhar de parvenir à un règlement pacifique avec les Kurdes lui valurent le respect des Kurdes.
Forouhar a été ministre du Travail du gouvernement intérimaire de Mehdi Bazargan en 1979.

## Mort
Forouhar et son épouse, Parvaneh Eskandari Forouhar, étaient des adversaires déclarés du Velayat-e faqih (théocratie cléricale) et étaient sous surveillance permanente. Ils ont été assassinés chez eux en 1998. Les meurtres en série,
demeurent non résolus pour un certain temps, mais finalement par la force de l'opinion générale, on apprend que le ministère iranien du Renseignement était impliqué et avait ordonné les meurtres,,,,. On pense que les meurtres ont été provoqués par les critiques de Forouhar sur les violations des droits de l'homme perpétrées par la République islamique dans des interviews avec des stations de radio occidentales qui diffusaient des programmes en persan vers l'Iran. Cela "les a amenés à l'attention du service de renseignements omniprésent en Iran".
Sous la pression de l'opinion publique, le président iranien de l'époque, Mohammad Khatami, a formé un comité chargé de suivre l'affaire, qui a finalement demandé la démission du ministre des Renseignements, Ghorbanali Dorri-Najafabadi (en). Saïd Emami (en), l'un des protagonistes de l'affaire, se serait suicidé en prison.
Shirin Ebadi, l'avocat des proches des Forouhars citant Parastou, cite : "Toutes les preuves montrent que mon père se préparait à aller en prison, car au moment de son meurtre, ses chaussures n'avaient pas de lacets, il ne portait pas sa montre et avait son portefeuille vidé de son contenu et de ses papiers, à l'exception d'un peu d'argent. "
Leurs meurtres ont mis au jour un schéma connu sous le nom de meurtres à la chaîne en Iran.

## Vie privée
Forouhar a eu deux enfants. Son fils Arash et sa fille Parastou sont tous deux politiquement actifs et continuent de sensibiliser le public au sort des dissidents politiques en Iran. En 2009, sa fille Parastou a signé une lettre ouverte d'excuses sur Iranian.com avec 266 autres universitaires, écrivains, artistes et journalistes iraniens sur la persécution des bahá'ís.